# Hördt
Hördt is een plaats in de Duitse deelstaat Rijnland-Palts, en maakt deel uit van de Landkreis Germersheim.
Hördt telt 2.649 inwoners.

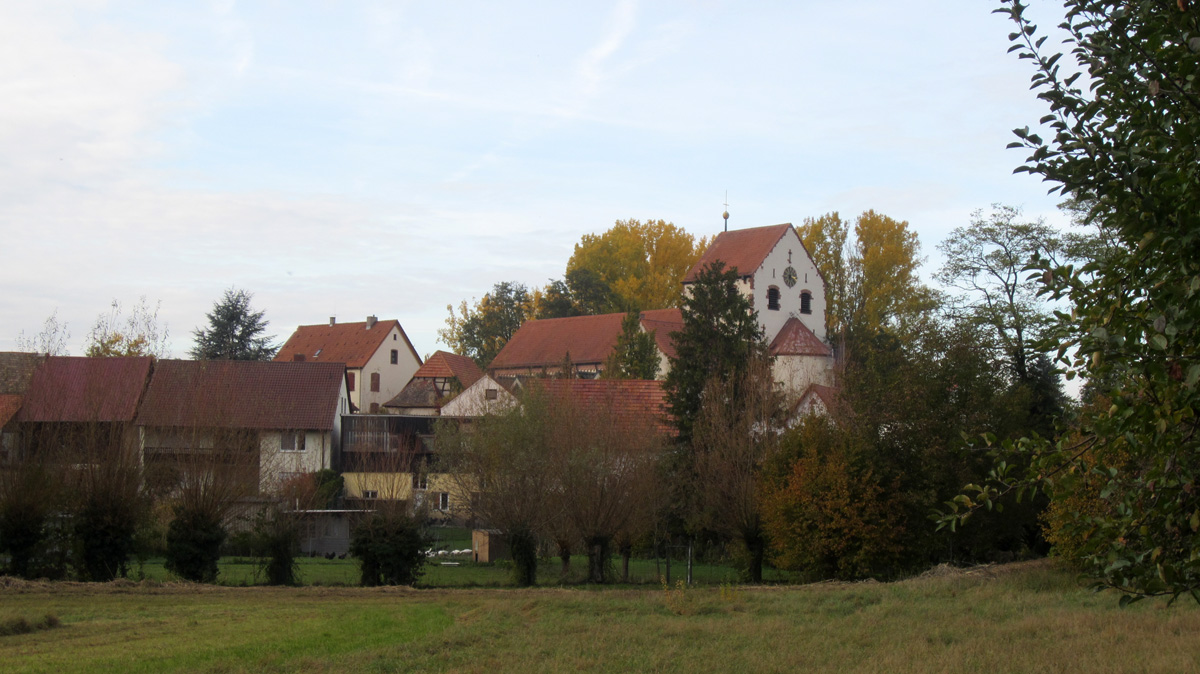
Hördt
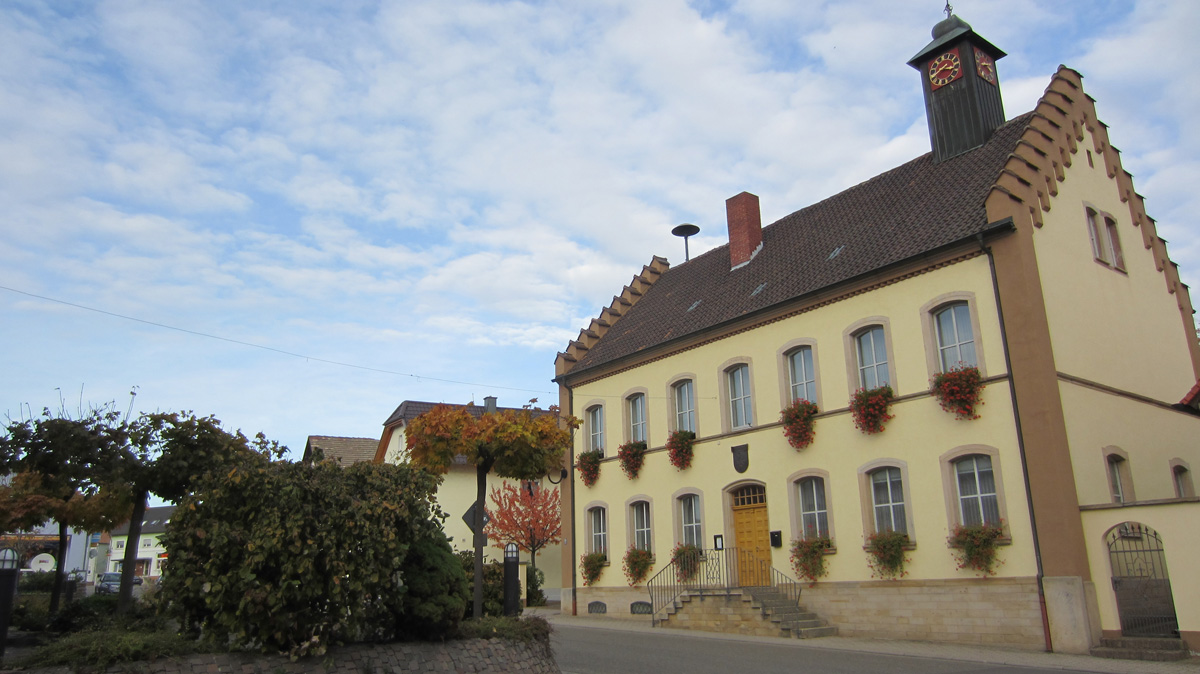
Raadhuis
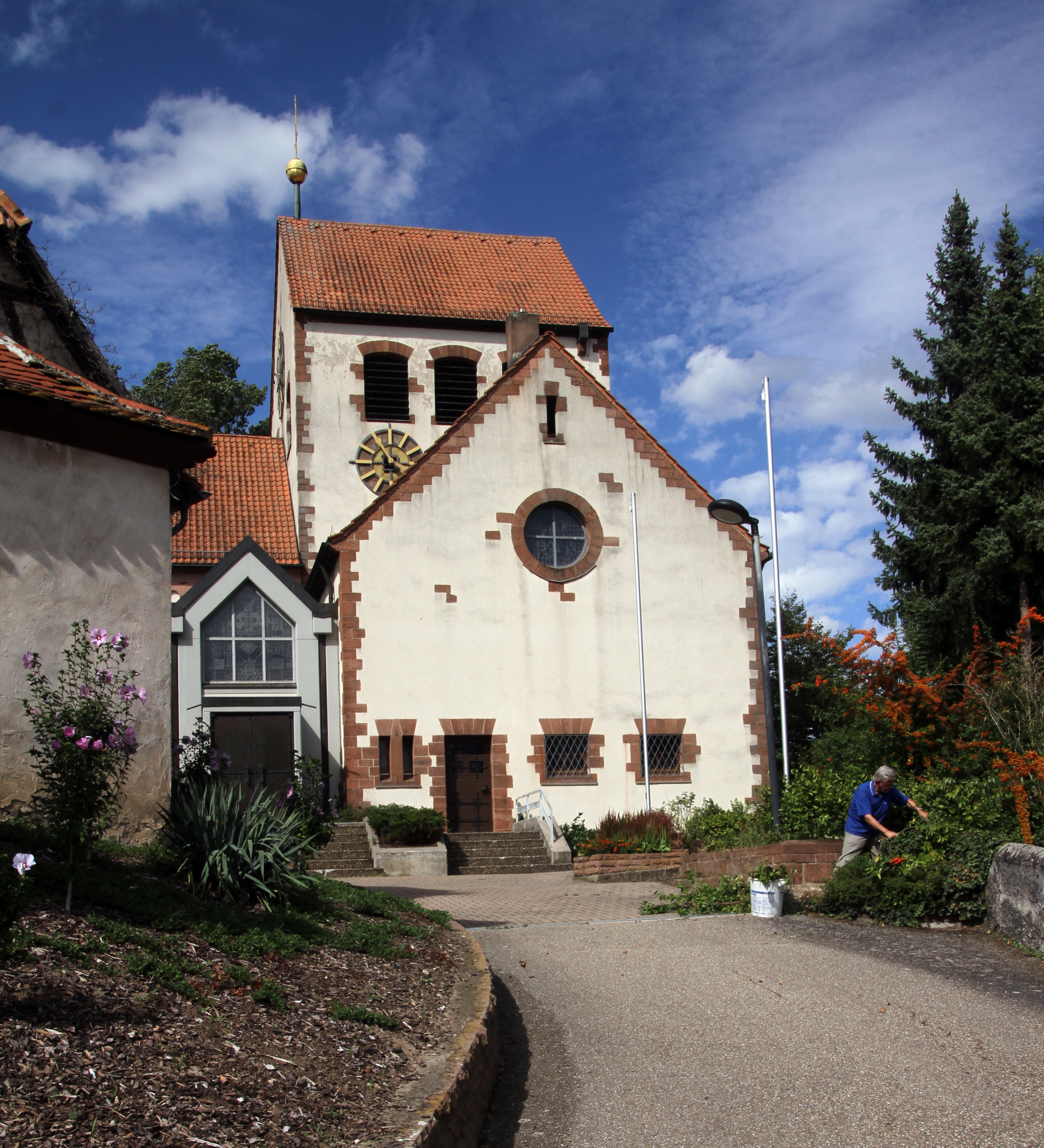
Kerk
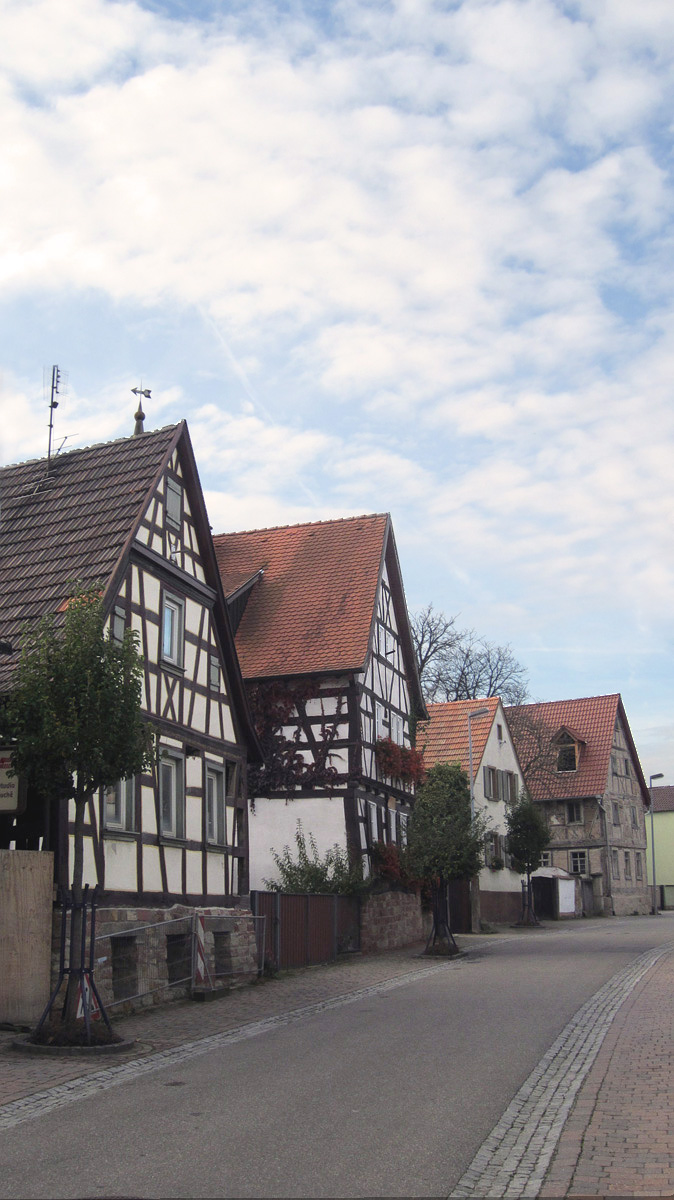
Grünwaldstrasse

## Bestuur
De plaats is een Ortsgemeinde en maakt deel uit van de Verbandsgemeinde Rülzheim.

## Partnersteden
- Stabroek (België)